# 阿塞拉克
阿塞拉克（法語：Assérac，法語發音：[aseʁak] ⓘ）是法国大西洋卢瓦尔省的一个市镇，位于该省西北部，属于圣纳泽尔区。

## 地理
阿塞拉克（47°25'45"N, 2°23'26"W）面积32.91 平方千米，位于法国卢瓦尔河地区大区大西洋卢瓦尔省，该省份为法国西北部沿海省份，位于布列塔尼半岛东南部，北起伊勒-维莱讷省，西北接莫尔比昂省，西临大西洋，南至旺代省，东临曼恩-卢瓦尔省。
与阿塞拉克接壤的市镇（或旧市镇、城区）包括：费雷勒、卡莫埃勒、佩内坦、埃比尼亚克、梅斯凯尔、圣莫尔夫。
阿塞拉克的时区为UTC+01:00、UTC+02:00（夏令时）。

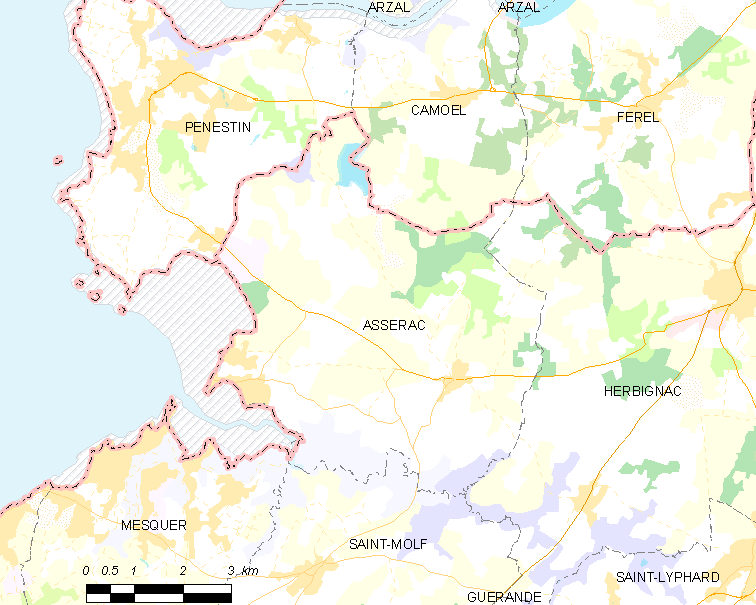
阿塞拉克的OSM定位图

## 行政
阿塞拉克的邮政编码为44410，INSEE市镇编码为44006。

## 政治
阿塞拉克所属的省级选区为盖朗德县。

## 交通
大西洋卢瓦尔省省道D33线、D82线和D83线在境内交汇。

## 人口

1962-2008年间阿塞拉克人口变化图示

阿塞拉克于2022年1月1日时的人口数量为1881人。